# Ilno
Ilno [pronunciación en polaco: /ˈilnɔ/] es una aldea en el distrito administrativo de Gmina Żelazków, dentro del condado de Kalisz, Voivodato de la Gran Polonia, en el centro-oeste de Polonia. Se encuentra a unos 9 kilómetros al noreste de Kalisz y 107 kilómetros al sureste de la capital regional Poznań.